# AiRI
AiRI（あいり、9月13日 - ）は、日本の女性歌手。旧芸名はUR@N（うらん）。
関西地方出身。主に美少女ゲームやテレビアニメの主題歌、挿入歌、イメージソングを歌っており、PCゲーム『キラ☆キラ』に登場する架空のロックバンド「第二文芸部」では、現実においてのライブ活動でボーカルの椎野きらり役を担当している。血液型はO型。身長160cm。

## 人物
ファンの間で「超音波」と比喩されるほどのハイトーンボイスが特徴で、それを活かした楽曲が多い。
元々は音楽制作会社Lip on Hipの所属クリエイターの稲垣貴繁と知り合いで、「ロックが歌える女の子を探してるんだ。1回でいいから歌ってくれない?」との依頼を受けて、PCゲームの主題歌だということを知らないまま仮歌のレコーディングに参加したところ評判がよかったため、そのままソロ歌手としてデビューする運びになったという。
milktub関連のライブでは、当時NANAがメディアに姿を出さなかったため、代役としてボーカルを担当したことがある。
かつてプロフィールの嫌いなものの欄に「ライブ（出演）」と書いていたが、「『キラ☆キラ』のライブに出るうちに好きになっていった」と後にMCで語っている。
「UR@N」（URAN / うらん）という名前で活動していたが、2011年4月1日に自身のブログでUR@Nとしての活動を休止し、翌日から「AiRI」として活動を継続することを発表した。
PCゲーム『君が主で執事が俺で』OP主題歌を担当したuranとは別人である。
2025年2月から株式会社 ART ONE Entertainmentに移籍。

## ディスコグラフィ

### シングル
| 枚   | 発売日         | タイトル              | 規格品番   | 最高位 |
| UR@N | UR@N           | UR@N                  | UR@N       | UR@N   |
| ---- | -------------- | --------------------- | ---------- | ------ |
| ※    | 2005年4月27日  | 虹の向こうのHorizon   | LACM-4193  | 圈外   |
| AiRI |                |                       |            |        |
| 1st  | 2011年5月25日  | learn together        | LACM-4813  | 92位   |
| 2nd  | 2011年8月10日  | 運命/二つの足跡       | LACM-4828  | 83位   |
| 3rd  | 2011年11月9日  | Pieces                | LACM-4876  | 34位   |
| 4th  | 2012年3月21日  | 君と僕はそこにいた    | LACM-4917  | 141位  |
| 5th  | 2012年8月1日   | Dreamer               | LACM-4960  | 21位   |
| 6th  | 2013年12月4日  | Imagination > Reality | LACM-14168 | 83位   |
| 7th  | 2016年10月26日 | DREAM×SCRAMBLE!       | LACM-14542 | 119位  |

### アルバム

#### オリジナルアルバム
| 枚  | 発売日        | タイトル | 規格品番   | 最高位 |
| --- | ------------- | -------- | ---------- | ------ |
| 1st | 2012年2月22日 | Puzzle   | LACA-15190 | 77位   |
| 2nd | 2013年5月8日  | Color    | LACA-15296 | 60位   |
| 3rd | 2014年7月9日  | Mirage   | LACA-15422 | 69位   |

#### ミニアルバム
| 枚  | 発売日        | タイトル | 規格品番   | 最高位 |
| --- | ------------- | -------- | ---------- | ------ |
| 1st | 2015年10月7日 | Smash!!! | LACA-15511 | 140位  |

### 参加作品

#### 2023年
| 発売日  | 商品名                                              | 歌 | 楽曲                                                   | 備考                                                               |
| ------- | --------------------------------------------------- | --- | ------------------------------------------------------ | ------------------------------------------------------------------ |
| 2月15日 | 逆境☆不惑☆フラクション/ レッツゴー・マイ・ハウス!!! | 橋本みゆき、榊原ゆい、Rita with AiRI、Ayumi.、片霧烈火、川村ゆみ、佐咲紗花、Duca、中恵光城、のみこ、美郷あき、yozuca*、rino、riya | 「逆境☆不惑☆フラクション」                             | テレビアニメ『犬になったら好きな人に拾われた。』オープニングテーマ |
| 2月15日 | 逆境☆不惑☆フラクション/ レッツゴー・マイ・ハウス!!! | Rita with チームうさぎ（AiRI、中恵光城、yozuca*、riya）                                                                           | 「逆境☆不惑☆フラクション Rita with チームうさぎ ver.」 |                                                                    |

- グリーングリーン オリジナルサウンドヴォーカルアルバム 鐘ノ音ヘブン
  - 彩り
    - PS2ゲーム『グリーングリーン 〜鐘ノ音ダイナミック〜』楠木かおりルートED主題歌
    - 作詞：桑島由一 / 作曲：milktub / 編曲：飯塚昌明

  - スクールバス
    - PS2ゲーム『グリーングリーン 〜鐘ノ音ロマティック〜』月森こずえルートED主題歌
    - 作詞：桑島由一 / 作曲：milktub / 編曲：八七

2003年5月1日発売 / Lantis / LACA-5163
- メイプルカラーズ オリジナルドラマアルバム
  - Precious Memories
    - ドラマCD『Maple Colors』主題歌
    - 作詞：白石さらら / 作曲・編曲：不知火ぴゅ〜太郎

2003年10月22日発売 / Lantis / LACA-5222
- Like a Green
  - Like a Green
    - PCゲーム『グリーングリーン2 恋のスペシャルサマー』OP主題歌
    - 作詞：桑島由一 / 作曲：milktub / 編曲：ms-jacky

2004年10月6日発売 / Lantis / LACM-4156
- グリーングリーン2 恋のスペシャルサマー オリジナルサウンドトラック 鐘ノ音ビート
  - Like a Green
  - My Way
    - PCゲーム『グリーングリーン2 恋のスペシャルサマー』柊麻里亜ルートED主題歌
    - 作詞・作曲：milktub / 編曲：ms-jacky

2004年12月22日発売 / Lantis / LACA-5339
- Lip on Hip Compilation CD Vol.1
  - HOLIDAY

2004年12月30日発売 / Lip on Hip / LOH-004 / Lip on Hipオンラインショップにて販売 CD-R仕様
- Dreaming Continue
  - 虹の向こうのHorizon
    - PCゲーム『ぱすてるチャイムContinue』ED主題歌
    - 作詞：HIRO / 作曲・編曲：Shade

2005年4月27日発売 / Lantis / LACM-4193
- 黎明のラヴェンデュラ オリジナルサウンドトラック
  - 君がいるから
    - PCゲーム『黎明のラヴェンデュラ』OP主題歌
    - 作詞：林陽花 / 作曲・編曲：ms-jacky

  - Precious Angeric…
    - PCゲーム『黎明のラヴェンデュラ』ED主題歌
    - 作詞：Duca / 作曲・編曲：安瀬聖

2005年6月22日発売 / Lantis / LACA-5400
- ぱすてるチャイムContinue オリジナルサウンドトラック
  - 虹の向こうのHorizon (remix version)
    - 作詞：HIRO / 作曲：Shade / 編曲：YUKI NAKANO

2005年7月21日発売 / Lantis / LACA-9053〜LACA-9054
- グリーングリーン3 ハローグッバイ オリジナルサウンドトラック＋コンプリートアルバム2001〜2005 18 songs　Memories
  - Love Bell Sound
    - PCゲーム『グリーングリーン3 ハローグッバイ』天神葉月ルートED主題歌
    - 作詞：ヤマグチノボル＆milktub / 作曲：milktub / 編曲：ms-jacky

  - Like a Green
  - My Way

2005年8月24日発売 / Lantis / LACA-9055〜LACA-9056
- グリーングリーン リミックス＆トリビュートソング コレクション 
  - グラスホッパー
    - PCゲーム『鐘ノ音ダイナティック』OP主題歌
    - 歌：UR@N / 作詞：桑島由一 / 作曲：milktub / 編曲：ms-jacky

2006年8月11日発売 / GROOVER / GRCD-011
- クレア 〜そよかぜの約束〜 Ar tonelico Symmnos musical
  - EXEC_NULLASCENTION/.
    - PS2ゲーム『アルトネリコ 世界の終わりで詩い続ける少女』イメージソング
    - 歌：UR@N＆松本さち / 作詞：高橋麗子&土屋暁 / 作曲・編曲：稲垣貴繁
      - ドラマに楽曲が挿入される形式で収録。楽曲のみのフルバージョンは『アルトネリコヒュムノス ミュージカル ボーカルベスト〜クレア＆スピカ〜』に収録

2006年8月30日発売 / TEAM Entertainment / KDSD-10018
- エーデルワイス オリジナルサウンドトラック FLOWERS
  - 晴れた日の午後に

2006年12月21日発売 / Lantis / LACA-5597〜LACA-5598
- エーデルワイス ボーカルアルバム サンセット・サンライズ
  - Give me ×××!!
  - さくら日記

2007年3月28日発売 / Lantis / LACA-5609
- クロスネット ボーカルコレクション
  - Vision
    - PCゲーム『ウィズ アニバーサリィー』OP主題歌
    - 作詞：UR@N / 作曲・編曲：Wacha

2007年8月17日発売 / CROSSNET / CNS-VCC1
- Aster Complete Tracks Plus
  - 二つめの空 
    - PCゲーム『Aster』OP主題歌
    - 作詞・作曲・編曲：折倉俊則

2007年12月26日発売 / EDGE RECORDS / BNEG-1001〜BNEG-1002
- Alicesoft Sound Album Vol.13 超昂閃忍ハルカ
  - 風のように 炎のように
    - PCゲーム『超昂閃忍ハルカ』OP主題歌
    - 作詞：HIRO / 作曲・編曲：Shade

2008年2月29日発売 / ALICESOFT / ASS-018
- milktub 15th ANNIVERSARY BEST ALBUM BPM200 ROCK'N'ROLL SHOW
  - スクールバス
  - Like a Green
  - グラスホッパー
    - 記載はないがこの曲のみ若干のアレンジが加えられている。そのためゲームOPや他の収録CD（グリーングリーン リミックス＆トリビュートソング コレクション）とアレンジが少し異なる

2008年3月26日発売 / Lantis / LACA-9108〜LACA-9109
- 私は私のまま、誰にでも変われる Song Collection
  - Wonder Land
    - ドラマCD『私は私のまま、誰にでも変われる』主題歌
    - 作詞：Tina / 作曲：Gakkie / 編曲：ゑいじ

2008年5月3日発売 / TAKUMI / TAL-008
- GWAVE SuperFeature's vol.10 「ゴールデン パロ・スペシャル」 〜May-Be SOFT Hyper Audio FanDisc〜
  - 愛に満ちた未来へと
    - PCゲーム『遊撃警艦パトベセル 〜こちら首都圏上空青空署〜』イメージソング
    - 作詞：澄田まお / 作曲・編曲：Wacha

2008年9月26日発売 / GWAVE / IMAE-00025
- 片恋いの月 -オリジナルサウンドトラック-
  - refrain moon
    - PCゲーム『片恋いの月』OP主題歌
    - 作詞・作曲・編曲：内藤侑史&山田屋カズ

  - Moon Story
    - PCゲーム『片恋いの月 えくすとら』OP主題歌
    - 作詞：中山マミ / 作曲・編曲：内藤侑史&山田屋カズ

2008年11月16日発売 / すたじお緑茶 / SRYOK-001-01〜2
- Evolution -それは舞い散る桜のように 完全版 アレンジバージョンアルバム-
  - beautiful flavors
    - PCゲーム『それは舞い散る桜のように 完全版』挿入歌
    - 作詞：master / 作曲・編曲：内藤侑史

2009年1月30日発売 / BasiL / BS2009-01M
- しゃくなげ ぼーかるこれくしょん♪
  - 明日へ
    - PCゲーム『任侠華乙女』ED主題歌
    - 作詞：澄田まお / 作曲・編曲：Jack=D.Neorl

2010年3月26日発売 / Alchemy / ALCR-112.K
- なないろ航路 ボーカルミニアルバム 〜海と青空と歌声と〜
  - 七色の地図
    - PCゲーム『なないろ航路』OP主題歌
    - 作詞：Duca / 作曲：俊龍 / 編曲：三宅博文

  - シアワセ♪
    - PCゲーム『なないろ航路』ED主題歌
    - 作詞：Duca / 作曲：俊龍 / 編曲：岡ナオキ

2010年10月27日発売 / Lantis / LACA-15065
- アルトネリコヒュムノス ミュージカル ボーカルベスト〜クレア＆スピカ〜
  - EXEC_NULLASCENTION/.
    - 『クレア 〜そよかぜの約束〜 Ar tonelico Symmnos musical』に収録されている曲をフルバージョンで収録したもの

2010年12月22日発売 / TEAM Entertainment / KDSD-10055
- 電激ストライカー オリジナルサウンドトラック STRYKERS
  - 君の夢のそばで
    - PCゲーム『電激ストライカー』ED主題歌
    - 作詞：橋本みゆき / 作曲・編曲：milktub

  - BREAKING!
    - PCゲーム『電激ストライカー』挿入歌
    - 歌：遠藤正明 & AiRI / 作詞：彩木蔵葉 / 作曲・編曲：宮崎京一

  - Bonds
    - PCゲーム『電激ストライカー』ED主題歌
    - 作詞：AiRI / 作曲：宮崎京一 / 編曲：ms-jacky

2011年7月27日発売 / Lantis / LACA-15137〜LACA-15138
- カミカゼ☆エクスプローラー! サウンドトラック
  - 愛乞う者
    - PCゲーム『カミカゼ☆エクスプローラー!』グランドED主題歌
    - 作詞：AiRI / 作曲・編曲：宮崎京一

2012年1月27日発売 / クロシェット / CLOCD-0001
- 恋色空模様 オリジナルサウンドトラック
  - フルスロットルHeart
    - PCゲーム『恋色空模様 after happiness and extra hearts』OP主題歌
    - 歌：Duca & AiRI / 作詞：AlAi / 作曲・編曲：BAL（内藤侑史&山田屋カズ）

2012年2月10日発売 / すたじお緑茶
- 初恋1/1 Vocal Collection
  - Reflection moon
    - PCゲーム『初恋1/1』月島叶イメージソング
    - 作詞：魁 / 作曲：milktub / 編曲：宮崎京一

2012年7月27日発売 / tone work's / TWCD-0003
- 超電激ストライカー ボーカルミニアルバム「For your Future」
  - my place
    - PCゲーム『超電激ストライカー』ED主題歌
    - 作詞：AiRI / 作曲・編曲：水城新人

2012年7月27日発売 / OVERDRIVE / STCD-13
- true tears×花咲くいろは×TARI TARI ジョイントフェスティバル テーマソングCD
  - ユートピア
    - 「true tears×花咲くいろは×TARI TARI ジョイントフェスティバル」テーマソング
    - 歌：riya＆きみコ＆AiRI / 作詞・作曲：きみコ / 編曲：nano.RIPE

2013年4月13日発売 / Lantis / 会場にて販売。後にLantis公式通販L-MARTでも販売
- プリズム◇リコレクション! サウンドトラック
  - プリズミック
    - PCゲーム『プリズム◇リコレクション!』OP主題歌
    - 作詞：AiRI / 作曲・編曲：宮崎京一

  - 光の標
    - PCゲーム『プリズム◇リコレクション!』ED主題歌
    - 作詞：AiRI / 作曲・編曲：宮崎京一

2013年5月10日発売 / クロシェット / CLOCD-0002
- ランティス×タツノコプロ トリビュート・アルバム
  - REASON
    - アニメ『テッカマンブレード』OP主題歌のカバー

2013年11月20日発売 / Lantis / LACA-15353
- GREEN GREEN Re-construction song by AiRI　
  - ニコ生放送696TV「グリーングリーンスペシャル」で演奏した楽曲を集めたアコースティックカバーアルバム 全曲アコースティックアレンジ版
    - My Way
    - 恋のチューニング
    - モノクローム
    - 夢
    - グリーングリーン
    - ハローグッバイ
    - Love Bell Sound
    - キャラメル
    - 素敵な夜空
    - 男の子

2014年1月発売 / OVERDRIVE
- Clochette OP Song Collection
  - MEMORIA
    - PCゲーム『サキガケ⇒ジェネレーション!』OP主題歌
    - 作詞：AiRI / 作曲・編曲：宮崎京一

  - プリズミック
  - Explorer World 〜AiRI Cover Ver.〜

2014年2月28日発売 / クロシェット / CLOCD-0005
- 天秤のLa DEA。サウンドコレクション
  - La eterno
    - PCゲーム 『天秤のLa DEA。戦女神MEMORIA』OP主題歌
    - 作詞：松長暁生 / 作曲・編曲：Emotional Union

  - Equilibrio Alba
    - PCゲーム 『天秤のLa DEA。戦女神MEMORIA』ED主題歌
    - 作詞：松長暁生 / 作曲・編曲：Emotional Union

2014年8月14日発売 / エウシュリー
- 星織ユメミライ Vocal Collection
  - Just Love The Moment
    - PCゲーム 『星織ユメミライ』瀬川夏希イメージソング
    - 作詞：魁 / 作曲・編曲：竹下智博

  - あの夏の宝物
    - PCゲーム 『星織ユメミライ』瀬川夏希ED主題歌
    - 作詞：魁 / 作曲・編曲：竹下智博

2014年8月29日発売 / tone work's / TWCD-9
- サキガケ⇒ジェネレーション! OST
  - きみとふたりで
    - PCゲーム『サキガケ⇒ジェネレーション!』ED主題歌
    - 作詞：AiRI / 作曲・編曲：宮崎京一

2015年3月27日発売 / クロシェット / CLOCD-0006
- 南十字星恋歌 オリジナルサウンドトラック
  - Dash Out!!
    - PCゲーム 『南十字星恋歌』2ndOP主題歌
    - 作詞・作曲・編曲：ユージー・ナイト

2015年5月15日発売 / すたじお緑茶
- GWAVE 2014 2nd Favorite
  - Wonderful! Wonderful!
    - PCゲーム『G.I.B. ガールズ・イン・ブラック』OP主題歌
    - 作詞：SugarLover / 作曲・編曲：菊谷知樹

2015年6月26日発売 / GWAVE / IMAE-00071
- 神のラプソディ サウンドコレクション
  - 神託のConductor
    - PCゲーム 『神のラプソディ』OP主題歌
    - 歌：AiRI&飛蘭 / 作詞：松長暁生 / 作曲・編曲：Emotional Union

2015年8月25日発売 / エウシュリー
- 音の出る緑茶 3杯目
  - Revolution! -Red Steel Mix-
    - PCゲーム『恋色空模様』イメージソング
    - 作詞：神代あみ / 作曲・編曲：BAL（内藤侑史&山田屋カズ）
    - Guitars：内藤侑史 / Bass：山田屋カズ
    - Recording&Mixing Engineer：山田屋カズ

2015年8月14日発売[6] / すたじお緑茶
- EGG -Extra Games Garden- anthology 2015
  - ever lasting garden
    - イベント『EGG -Extra Games Garden-』テーマソング
    - 歌手：AiRI・橋本みゆき・yozuca* / 作詞：rino / 作曲：アッチョリケ / 編曲：宮崎京一
    - Gt：宮崎京一 / Ba：染川裕紀 / Dr：内田稔 / Pf：清水永之

2015年10月30日発売 / PB2 Records
- ここから夏のイノセンス！ オリジナルサウンドトラック
  - 君とつくるもうひとつの未来
    - PCゲーム『ここから夏のイノセンス!』OP主題歌
    - 作詞：AiRI / 作曲・編曲：宮崎京一

  - Innocent Summer
    - PCゲーム『ここから夏のイノセンス!』ED主題歌
    - 作詞：yozuca* / 作曲：Yo-Hey / 編曲：chokix

  - 夏空
    - PCゲーム『ここから夏のイノセンス!』ED主題歌
    - 作詞：相良心 / 作曲：Yo-Hey / 編曲：清水永之・宮崎京一

2016年5月1日発売[7][8]
- 聖鍵遣いの命題 主題歌ボーカルCD
  - 猛き羽風
    - PCゲーム『聖鍵遣いの命題』ED主題歌
    - 作詞：高橋麗子 / 作曲：Yo-Hey / 編曲：宮崎京一

2016年8月11日発売[9]
- 僕と恋するポンコツアクマ。 ボーカルコレクション
  - ポンコツケンロー
    - PCゲーム『僕と恋するポンコツアクマ。』OP主題歌
    - 作詞：雪仁 / 作曲・編曲：水城新人

  - ウルトラハレーション
    - PCゲーム『僕と恋するポンコツアクマ。すっごいえっち！』OP主題歌
    - 作詞：雪仁 / 作曲・編曲：水城新人

2016年8月11日発売[10]
- はるるみなもに！ 主題歌CD
  - Be With You
    - PCゲーム『はるるみなもに!』OP主題歌
    - 作詞：AiRI / 作曲：Yo-Hey・宮崎京一 / 編曲：宮崎京一

2016年8月12日発売[11]
- 枯れない世界と終わる花 オリジナルサウンドトラック
  - 永遠に咲く花
    - PCゲーム『枯れない世界と終わる花』
    - 作詞：雪仁 / 作曲・編曲：水城新人

2016年12月28日発売[12]
- 秋葉原まで13時間 主題歌 Hello!! Hello!! Hello!! シングルCD
  - Hello!! Hello!! Hello!!
    - PCゲーム『秋葉原まで13時間』OP主題歌
    - 作詞：milktub / 作曲：宮崎京一 / 編曲：長田直之

2016年12月29日発売[13]
- はにデビ！ Honey＆Devil ボーカルコレクション
  - Honey&Devil
    - PCゲーム『はにデビ！ Honey＆Devil』OP主題歌
    - 作詞：相良中通 / 作曲・編曲：琉姫アルナ / 楽曲制作：ALVINE

2017年4月28日発売
- はるるみなもに! オリジナルサウンドトラック
  - Hello!
    - PCゲーム『はるるみなもに!』ED主題歌
    - 作詞：青葉祐五 / 作曲：Yo-Hey / 編曲：宮崎京一・清水永之

  - 風に吹かれて
    - PCゲーム『はるるみなもに!』ED主題歌
    - 作詞：青葉祐五 / 作曲：市川舜 / 編曲：宮崎京一

2017年8月11日発売[14]
- DEKA-MUSIC ぼりゅーみー！
  - 冤罪
    - ドラマCD『夜勤病棟・弐〜眩惑の堕天使〜第一章 風間愛』OP主題歌
    - 作詞：A.Masato / 作曲・編曲：不知火ぴゅ〜太朗

  - Wonder Land

2012年8月11日発売 / 音メイド♪ / コミックマーケット82にて発売後、巧-TAKUMI-オンラインショップにて販売 CD-R仕様
- Lip on Hip CompilationCD Vol.2
  - Holy Night for You
    - 作詞：波多利郎(bamboo) / 作曲・編曲：Gakkie

発売日不明 / Lip on Hip / LOH-006 / Lip on Hipオンラインショップにて販売
- Lip on Hip CompilationCD Vol.3
  - seven colors of gold
    - 作詞：高橋麗子 / 作曲・編曲：bAsHEE

発売日不明 / Lip on Hip / LOH-009 / Lip on Hipオンラインショップにて販売

### アルバム未収録曲
2002年
- KOKOROのKOTOBA（PCゲーム『蒼刻の月 〜蒼ク輝ク月ノ夜ニ〜』OP主題歌、初回特典Sound CDにOP,ED,EDアレンジ版収録）
- 空（PCゲーム『蒼刻の月 〜蒼ク輝ク月ノ夜ニ〜』ED主題歌）
- 空 Arrange Ver.
- 秘密の森（PCゲーム『お願い』OP主題歌）

2004年
- リミット・ナイト（PCゲーム『24時、君のハートは盗まれる〜怪盗ジェイド〜』OP主題歌、初回特典スペシャルCDにフルver' ショートver' カラオケver'各収録。B's-LOG 2004年1月号付録CD 夜のMUSIC BOX Vol.3にショートverのみ収録）

2008年
- Get Over（PCゲーム『Maple Colors 2』OP主題歌）
- Reincarnation（PCゲーム『超昂閃忍ハルカ』イメージソング、『アリス2010』初回特典「ALICE SOUND COLLECTION 08」に収録）

2011年
- アガスティアストーン（PSP/Xbox 360ゲーム『code_18』OP主題歌、限定版特典サントラCDに収録）

2016年
- Liar for you xxx（PCゲーム『ナツウソ -Ahead of the reminiscence-』OP主題歌、『フルウソ -Complete Four Seasons-』同梱特典「ウソシリーズコンプリートボーカルアルバム」に収録）

### タイアップ
| 楽曲                                | タイアップ | 時期   |
| ----------------------------------- | --- | ------ |
| KOKOROのKOTOBA                      | PCゲーム『蒼刻の月 ～蒼ク輝ク月ノ夜ニ…～』オープニングテーマ                                                                           | 2002年 |
| 空                                  | PCゲーム『蒼刻の月 ～蒼ク輝ク月ノ夜ニ…～』エンディングテーマ                                                                           | 2002年 |
| 秘密の森                            | PCゲーム『お願い』オープニングテーマ                                                                                                   | 2002年 |
| 彩り                                | PS2ゲーム『グリーングリーン 〜鐘ノ音ダイナミック〜』楠木かおりルートエンディングテーマ                                                 | 2003年 |
| スクールバス                        | PS2ゲーム『グリーングリーン 〜鐘ノ音ロマティック〜』月森こずえルートエンディングテーマ                                                 | 2003年 |
| Precious Memories                   | ドラマCD『Maple Colors』主題歌 | 2003年 |
| 冤罪                                | ドラマCD『夜勤病棟・弐〜眩惑の堕天使〜第一章 風間愛』主題歌                                                                            | 2004年 |
| リミット・ナイト                    | PCゲーム『24時、君のハートは盗まれる ～怪盗ジェイド～』主題歌                                                                          | 2004年 |
| Like a Green                        | PCゲーム『グリーングリーン2 恋のスペシャルサマー』オープニングテーマ                                                                   | 2004年 |
| My Way                              | PCゲーム『グリーングリーン2 恋のスペシャルサマー』柊麻里亜ルートエンディングテーマ                                                     | 2004年 |
| 君がいるから                        | PCゲーム『黎明のラヴェンデュラ』オープニングテーマ                                                                                     | 2005年 |
| Precious Angeric…                   | PCゲーム『黎明のラヴェンデュラ』エンディングテーマ                                                                                     | 2005年 |
| 虹の向こうのHorizon                 | PCゲーム『ぱすてるチャイムContinue』エンディングテーマ                                                                                 | 2005年 |
| Love Bell Sound                     | PCゲーム『グリーングリーン3 ハローグッバイ』天神葉月ルートエンディングテーマ                                                           | 2005年 |
| EXEC_NULLASCENTION/.(UR@N&松本さち) | PS2ゲーム『アルトネリコ 世界の終わりで詩い続ける少女』イメージソング                                                                   | 2006年 |
| グラスホッパー                      | PCゲーム『鐘ノ音ダイナティック』オープニングテーマ                                                                                     | 2006年 |
| Vision                              | PCゲーム『ウィズ アニバーサリィー』オープニングテーマ                                                                                  | 2006年 |
| 晴れた日の午後に                    | PCゲーム『エーデルワイス』蘭ルートエンディングテーマ                                                                                   | 2006年 |
| 愛に満ちた未来へと                  | PCゲーム『遊撃警艦パトベセル 〜こちら首都圏上空青空署〜』イメージソング                                                                | 2007年 |
| refrain moon                        | PCゲーム『片恋いの月』オープニングテーマ                                                                                               | 2007年 |
| 明日へ                              | PCゲーム『任侠華乙女』エンディングテーマ                                                                                               | 2007年 |
| 二つめの空                          | PCゲーム『Aster』オープニングテーマ | 2007年 |
| Give me ×××!!                       | PCゲーム『エーデルワイス』鴨池蘭イメージテーマ                                                                                         | 2007年 |
| さくら日記                          | PCゲーム『エーデルワイス』高瀬さくらイメージテーマ(2007年) PCゲーム『エーデルワイス 詠伝ファンタジア』さくらエンディングテーマ(2008年) | 2007年 |
| 風のように 炎のように               | PCゲーム『超昂閃忍ハルカ』主題歌 | 2008年 |
| Reincarnation                       | PCゲーム『超昂閃忍ハルカ』イメージソング                                                                                               | 2008年 |
| Moon Story                          | PCゲーム『片恋いの月えくすとら』オープニングテーマ                                                                                     | 2008年 |
| beautiful flavors                   | PCゲーム『それは舞い散る桜のように 完全版』挿入歌                                                                                      | 2008年 |
| Get Over                            | PCゲーム『MapleColors2』主題歌 | 2008年 |
| Wonder Land                         | ドラマCD『私は私のまま、誰にでも変われる』主題歌                                                                                       | 2008年 |
| 七色の地図                          | PCゲーム『なないろ航路』オープニングテーマ                                                                                             | 2010年 |
| シアワセ♪                           | PCゲーム『なないろ航路』エンディングテーマ                                                                                             | 2010年 |
| learn together                      | テレビアニメ『30歳の保健体育』エンディングテーマ                                                                                       | 2011年 |
| 運命                                | テレビアニメ『魔乳秘剣帖』オープニングテーマ                                                                                           | 2011年 |
| 二つの足跡                          | テレビアニメ『魔乳秘剣帖』エンディングテーマ                                                                                           | 2011年 |
| Pieces                              | テレビアニメ『境界線上のホライゾン』エンディングテーマ -Side Ariadust-                                                                 | 2011年 |
| 愛乞う者                            | PCゲーム『カミカゼ☆エクスプローラー!』グランドエンディングテーマ                                                                       | 2011年 |
| 君の夢のそばで                      | PCゲーム『電激ストライカー』零の章エンディングテーマ                                                                                   | 2011年 |
| Bonds                               | PCゲーム『電激ストライカー』天の章エンディングテーマ                                                                                   | 2011年 |
| BREAKING!(遠藤正明&AiRI)            | PCゲーム『電激ストライカー』挿入歌 | 2011年 |
| 桜が見てた                          | PCゲーム『Princess Evangile ～プリンセス エヴァンジール～』エンディングテーマ                                                          | 2011年 |
| アガスティアストーン                | PSP&Xbox 360ゲーム『code_18』主題歌 | 2011年 |
| ヒカリ                              | PSP&Xbox 360ゲーム『code_18』エンディングテーマ                                                                                        | 2011年 |
| フルスロットルHeart(Duca&AiRI)      | PCゲーム『恋色空模様 after happiness and extra hearts』オープニングテーマ                                                              | 2011年 |
| Eternity                            | PCゲーム『ましろサマー』片瀬亜季テーマソング                                                                                           | 2011年 |
| Tears                               | PCゲーム『ましろサマー』美崎澪テーマソング                                                                                             | 2011年 |
| 君と僕はそこにいた                  | テレビアニメ『機動戦士ガンダムAGE』挿入歌                                                                                              | 2012年 |
| Dreamer                             | テレビアニメ『TARI TARI』オープニングテーマ                                                                                            | 2012年 |
| Voice                               | PSPゲーム『Gift -prism-』挿入歌 | 2012年 |
| Reflection Moon                     | PCゲーム『初恋1/1』月島叶イメージソング                                                                                                | 2012年 |
| my place                            | PCゲーム『超電激ストライカー』エンディングテーマ                                                                                       | 2012年 |
| Imagination > Reality               | テレビアニメ『ガンダムビルドファイターズ』エンディングテーマ                                                                           | 2013年 |
| プリズミック                        | PCゲーム『プリズム◇リコレクション!』オープニングテーマ                                                                                 | 2013年 |
| 光の標                              | PCゲーム『プリズム◇リコレクション!』エンディングテーマ                                                                                 | 2013年 |
| 乙女心1000000％                     | PCゲーム『ラヴレッシブ』オープニングテーマ                                                                                             | 2013年 |
| 月歌                                | PCゲーム『プリズム◇リコレクション!』柚姫ルートエンディングテーマ                                                                       | 2013年 |
| 送れないラブレター                  | PCゲーム『グリーングリーン OVERDRIVE EDITION』双葉ルートエンディングテーマ                                                             | 2013年 |
| Baby                                | PCゲーム『赤さんと吸血鬼。』オープニングテーマ                                                                                         | 2013年 |
| One Scene                           | PCゲーム『赤さんと吸血鬼。』エンディングテーマ                                                                                         | 2013年 |
| And Jump!!                          | PCゲーム『まじかりっく⇔スカイハイ －空飛ぶホウキに想いをのせて－』オープニングテーマ                                                   | 2013年 |
| La eterno                           | PCゲーム『天秤のLa DEA。 戦女神MEMORIA』オープニングテーマ                                                                             | 2014年 |
| Equilibrio Alba                     | PCゲーム『天秤のLa DEA。 戦女神MEMORIA』エンディングテーマ                                                                             | 2014年 |
| ミラクルハイプレッシャー            | PCゲーム『夏恋ハイプレッシャー』オープニングテーマ                                                                                     | 2014年 |
| MEMORIA                             | PCゲーム『サキガケ⇒ジェネレーション!』オープニングテーマ                                                                               | 2014年 |
| きみとふたりで                      | PCゲーム『サキガケ⇒ジェネレーション!』エンディングテーマ                                                                               | 2014年 |
| Just Love The Moment                | PCゲーム『星織ユメミライ』夏希イメージソング                                                                                           | 2014年 |
| あの夏の宝物                        | PCゲーム『星織ユメミライ』夏希ルートエンディングテーマ                                                                                 | 2014年 |
| Wonderful! Wonderful!               | PCゲーム『G.I.B. ガールズ・イン・ブラック』オープニングテーマ                                                                          | 2014年 |
| Dash Out!!                          | PCゲーム『南十字星恋歌 Southern Cross Love Song』挿入歌                                                                                | 2014年 |
| 神託のConductor(AiRI×飛蘭)          | PCゲーム『神のラプソディ』オープニングテーマ                                                                                           | 2015年 |
| ポンコツロケンロー                  | PCゲーム『僕と恋するポンコツアクマ。』オープニングテーマ                                                                               | 2015年 |
| 君とつくるもうひとつの未来          | PCゲーム『ここから夏のイノセンス!』オープニングテーマ                                                                                  | 2015年 |
| 夏空                                | PCゲーム『ここから夏のイノセンス!』アリカ、いろはルートエンディングテーマ                                                              | 2015年 |
| Innocent Summer                     | PCゲーム『ここから夏のイノセンス!』ユノ、寿ルートエンディングテーマ                                                                    | 2015年 |
| DREAM×SCRAMBLE!                     | テレビアニメ『競女!!!!!!!!』オープニングテーマ                                                                                         | 2016年 |
| Liar for you xxx                    | PCゲーム『ナツウソ -Ahead of the reminiscence-』オープニングテーマ                                                                     | 2016年 |
| ウルトラハレーション                | PCゲーム『僕と恋するポンコツアクマ。すっごいえっち!』オープニングテーマ                                                                | 2016年 |
| 猛き羽風                            | PCゲーム『聖鍵遣いの命題』エンディングテーマ                                                                                           | 2016年 |
| 永遠に咲く花                        | PCゲーム『枯れない世界と終わる花』オープニングテーマ                                                                                   | 2016年 |
| BE WITH YOU                         | PCゲーム『はるるみなもに!』オープニングテーマ                                                                                          | 2017年 |
| Hello                               | PCゲーム『はるるみなもに!』エンディングテーマ                                                                                          | 2017年 |
| 風に吹かれて                        | PCゲーム『はるるみなもに!』エンディングテーマ                                                                                          | 2017年 |
| Honey&Devil                         | PCゲーム『はにデビ! Honey&Devil』オープニングテーマ                                                                                    | 2017年 |
| Hello!! Hello!! Hello!!             | iOS『秋葉原まで13時間 ～姫はゲームを作りたいっ！～』オープニングテーマ                                                                 | 2017年 |
| Melt Together                       | PCゲーム『二人と始める打算的なラブコメ』オープニングテーマ                                                                             | 2018年 |
| ABILiTY To BELiEVE                  | PCゲーム『ソーサレス＊アライヴ! ～the World's End Fallen Star～』オープニングテーマ                                                    | 2019年 |
| 紅藍 ～kure-ai～                    | PCゲーム『Ninja Girl and the Mysterious Army of Urban Legend Monsters』主題歌                                                          | 2019年 |
| ミスリルの浮かぶ空の下で            | PCゲーム『ココロネ=ペンデュラム!』オープニングテーマ                                                                                   | 2019年 |
| 光よ、そこで見守っていて            | PCゲーム『ココロネ=ペンデュラム!』エンディングテーマ                                                                                   | 2019年 |
| The road we belong                  | PCゲーム『まいてつ Last Run!!』ハチロク劇中テーマ曲2                                                                                   | 2020年 |
| BRAND NEW WORLD                     | PCゲーム『ぱられるAKIBA学園』オープニングテーマ                                                                                        | 2021年 |
| LOVE Gotcha!                        | PCゲーム『恋にはあまえが必要です』オープニングテーマ                                                                                   | 2023年 |
| 春が来るたびに                      | PCゲーム『瑠璃櫻』オープニングテーマ                                                                                                   | 2023年 |
| 天命                                | PCゲーム『双天†恋姫 -至源の王-』オープニングテーマ                                                                                     | 2024年 |

## 出演

### ラジオ
- AiRIの2h（超!A&G+：2012年1月5日 -  2015年4月2日）[15][16][17]
- A&G ARTIST ZONE AiRIの THE CATCH（超!A&G+：2015年4月9日 - 2018年3月29日）
- AiRIのグイっと推しアゲNIGHT! (仮)（2019年3月7日 - 、WALLOP）[注 1][18][19][注 2][20]

### ライブ・イベント

#### 単独出演
- 『AiRI 1st LIVE 〜Fly high, butterfly!〜』（2012年3月10日開催/11日追加公演開催、渋谷star lounge）
- 『AiRI 2nd LIVE -Winding Road-』（2012年12月8日開催、渋谷クラブクアトロ）
- 『AiRI 3rd LIVE -THE NEXT STORY-』（2013年5月19日開催、渋谷O-EAST）
- 『AiRI-Live Mirage- 大阪公演』（2014年9月27日開催、OSAKA MUSE）
- 『AiRI-Live Mirage- 東京公演』（2014年10月4日開催、TSUTAYA O-EAST）
- 『AiRI 5th Anniversary Live UR@N Night』（2015年4月25日開催、LIVE GATE TOKYO）
- 『AiRI 5th Anniversary Live AiRI Night』（2015年6月7日開催、新宿ReNY）
- 『AiRI 2015ワンマンライブ Trash! Clash!! Smash!!!』（2015年11月21日開催、shibuya eggman）
- 『AiRI Acoustic Live 2019』（2019年3月30日、Live Bar Grotto）

#### 複数者出演
- 『Chaos Party vol.9』（2012年5月6日開催、川崎セルビアンナイト）
- 『SUPER GAMESONG LIVE 2012 -NEW GAME-』（2012年5月26日開催、パシフィコ横浜）
- 『OVERDRIVE Presents 暴れ祭り』（2014年1月25日開催、ディファ有明）
- 『AiRI&milktub Coupling Tour 2014「龍虎激突」 東京』（2014年3月8日開催、TSUTAYA O-EAST）
- 『AiRI&milktub Coupling Tour 2014「龍虎激突」 大阪』（2014年3月21日開催、OSAKA MUSE）
- 『P.C.M. Live!2014』（2014年4月19日開催、新宿BLAZE）
- 『SUMMER FESTIVAL 2014』（2014年8月16日開催、ディファ有明・駐車場）
- 『AiRI 5th Anniversary Live d2b Night』（2015年5月10日開催、LIQUIDROOM）
- 『サブカルロックフェスイベント "Over The Rainbow" Rock Festival feat.EEE』（2015年7月12日開催、梅田Zeela）
- 『FANJ Premium Live 2015』（2015年9月20日開催、京都FANJ）
- 『Live V to Z 〜Zwei / AiRI 2man Live〜』（2015年9月27日開催、高田馬場CLUB PHASE）
- 『EGG -Extra Games Garden-』（2015年10月25日開催、品川ステラボール）
- 『aya Sueki & 折倉俊則 Connect Live “Euphoria”』（2015年11月11日開催、渋谷Star lounge）
- 『橋本みゆき VS AiRI ～アナタの胸、お借りします。～』（2016年1月26日開催、TSUTAYA O-EAST）
- 『ANISON HISTORY JAPAN!! 2nd STAGE』（2016年3月31日開催、東京NHKホール）
- 『京都アニソンスペシャルライブ presented by KBS京都』（2016年8月20日開催、京都KBSホール）
- 『美少女ゲームミュージックライブ！！2017 大阪-Fandisk!!-』（2017年2月4日開催予定、umeda AKASO）
- 『Eushully 20th Anniversary Live』（2018年11月25日、吉祥寺CLUB SEATA）[21]
- 『ランティス祭り2019 A･R･I･G･A･T･O ANISONG』（2019年6月22日、幕張メッセ 国際展示場9-11ホール）[22]